# 本多康直

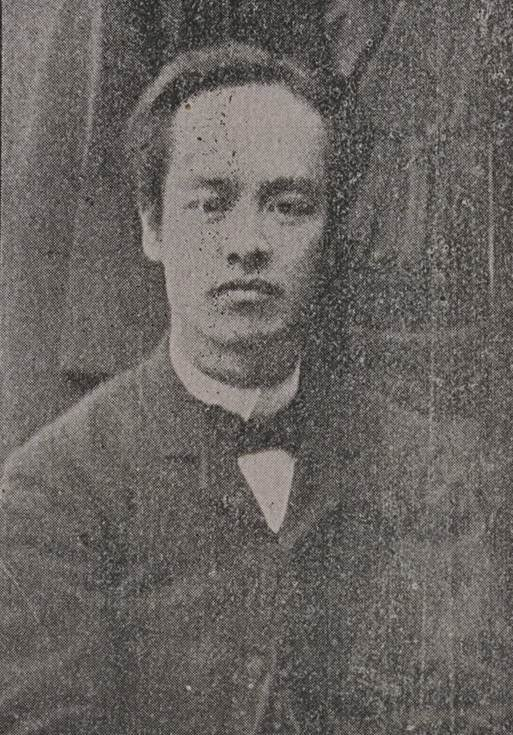
本多康直

本多 康直（ほんだ やすなお、1856年5月15日〔安政3年4月12日〕- 1900年〔明治33年〕1月29日）は、日本の官僚。日本法律学校（後の日本大学）の創設に参画。大審院判事。伊勢神戸藩第7代藩主本多忠寛の次男として江戸で生まれる。のち近江膳所藩主本多康穣の養子。

## 経歴
- 1874年11月 私費留学生としてドイツへ渡航[1]。ゲッティンゲン大学でドイツの司法制度の研究を行い、ドクトルの学位受領。
- 1882年 三好退蔵のもとで、伊藤博文の憲法調査に従事。
- 1883年 2年間の学資の官費支給を認められる。
- 1885年 帰国。
- 1886年 従五位。司法省民事局参事官。法律取調委員として裁判所構成法・民事訴訟法などの調査・起草に従事。
- 1889年10月4日 日本法律学校の創設に参画。

その後、大審院判事に就任。墓所は多磨霊園(9-2-16-1)

## 単著書
- 『民事訴訟法講義』（日本法律学校臨時科外講義、1891年）